# Chrysosplenium lectus-cochleae
Chrysosplenium lectus-cochleae är en stenbräckeväxtart som beskrevs av Masao Kitagawa. Chrysosplenium lectus-cochleae ingår i släktet gullpudror, och familjen stenbräckeväxter. Inga underarter finns listade i Catalogue of Life.